# Férias em Videotape
Férias em Videotape é o álbum de estreia da cantora e atriz brasileira Simone Mazzer em sua carreira solo. A pré-venda do álbum começou no dia 01 de março de 2015 no iTunes pelo selo carioca Pimba, em parceria com a Cajá Arquitetura Cultural, patrocinada pelo Programa Petrobrás Cultural. O lançamento digital está previsto para sair no dia 23 de março no iTunes e nas plataformas de Streaming. Já o lançamento do CD físico será no dia 24 de março de 2015, no Teatro Rival Petrobras. O álbum contou com direção de Leonel Pereda e Ronaldo Bastos.

## Antecedentes e Lançamento
Desde que começou seu trabalho no mundo artístico, no fim dos anos 80, a cantora sempre ficou entre 'cantar' e 'atuar', nas montagens do grupo Armazém (pelo qual foi indicada ao prêmio Shell e ao APTR). E por conta disto, ela sempre foi cobrada pelo seu público para o lançamento de um disco, com todas as canções que ela performava durante seus shows, porém Simone sempre disse que só gravaria um álbum quando tivesse um repertório coerente com sua trajetória e verdade artísticas.
Em 2012 a cantora cedeu uma entrevista para o Portal Bonde, um portal de notícias da cidade de Londrina e região. Para o portal, a cantora revelou os primeiros trabalhos para o álbum, de início, ela comentou como que começou sua parceria com o produtor Ronaldo Bastos, Simone diz que eles se conheceram quase 20 anos antes, quando ela ainda fazia parte do grupo 'Chaminé Batom', que fez muito sucesso na Região Sul na década de 1990. "Conheci o Ronaldo na época do Chaminé Batom, quando ainda morava em Londrina, desde então, estamos nesse 'namoro'...  agora, quando retomei minha carreira de cantora em tempo integral, a parceria foi consolidada. Grande parceiro"
Durante a entrevista para o Jornal do Brasil, o também diretor do álbum, Leonel Pereda, diz:
| “ | O trunfo do trabalho é o fato de termos conseguido fazer um disco moderno cm a cara de álbum mesmo, no sentido clássico do termo. Apesar da diversidade nele contida, não ficou uma 'colcha de retalhos', como a gente vê em trabalhos que estão por aí | ” |

Simone, finaliza:
| “ | Comemoro a carreira, os encontros e as escolhas... O CD é o resultado parcial da minha história até aqui. Muitas referências, memórias, vivências, dores, amores e muita, muita alegria. Finalizo um ciclo e começo outro. E segue o baile | ” |

### Lançamento
No dia 24 de março, Simone irá fazer um show de lançamento para seu álbum no teatro Rival Petrobrás. No palco, poderão ser ouvidas as 12 canções do disco. O repertório do show traz pérolas de autores de sua geração e de nomes importantes para ela.
| “ | Simone Mazzer é a voz impactante surgida na MPB desde a morte de Cássia Eller. Uma interpretação expressionista, teatral, pungente, adulta. Seu CD Férias em Videotape é um disco arejado, contemporâneo, que mexe com a gente, e nos faz vibrar não só pela qualidade de seu canto, mas por todo seu entorno: originalidade de repertório, melodias bonitas, poesias bem feitas, arranjos fortes, sujos, vigorosos. Está na contramão de toda essa onda 'Cool', bem comportada e da mesmice que tenho visto por aí | ” |

## Faixas
A canção "Tango do Mal", composta por Luciano Salvador Bahia, entrou para a trilha sonora da telenovela Babilônia, da Rede Globo. E a faixa "Essa Mulher", composição de Bernardo Pellegrini, traz participação de Elza Soares.
| Edição padrão |                                   |                                          |         |  |
| N.º           | Título                            | Compositor(es)                           | Duração |  |
| 1.            | "Tango do Mal"                    | Luciano Salvador Bahia                   | 02:59   |  |
| 2.            | "Essa Mulher" (feat. Elza Soares) | Bernardo Pellegrini                      | 03:42   |  |
| 3.            | "Estrela Blue"                    | Maurício Arruda Mendonça                 | 02:54   |  |
| 4.            | "Parece Que Bebe"                 | Itamar Assunção                          | 03:14   |  |
| 5.            | "Camisa Listada"                  | Assis Valente                            | 03:51   |  |
| 6.            | "Você Não Sacou"                  | Ronaldo Bastos Celso Fonseca             | 03:35   |  |
| 7.            | "Hyper-Ballad" (Releitura)        | Björk                                    | 04:10   |  |
| 8.            | "Dei um Beijo na Boca do Medo"    | Bernardo Pellegrini                      | 02:41   |  |
| 9.            | "Mente, Mente"                    | Robinson Borba                           | 03:38   |  |
| 10.           | "Back to Black" (Releitura)       | Amy Winehouse                            | 04:45   |  |
| 11.           | "Babalu"                          | Margarita Lecuona                        | 04:09   |  |
| 12.           | "Férias em Videotape"             | Simone Mazzer Elton Mello Silvio Ribeiro | 04:15   |  |

## Histórico de lançamento
| País           | Data                | Formato                    | Gravadora  | Edição(ões) |
| -------------- | ------------------- | -------------------------- | ---------- | ----------- |
| Brasil         | 23 de março de 2015 | download digital Streaming | Cajá Pimba | Padrão      |
| Estados Unidos | 23 de março de 2015 | download digital Streaming | Cajá Pimba | Padrão      |
| Reino Unido    | 23 de março de 2015 | download digital Streaming | Cajá Pimba | Padrão      |
| Japão          | 23 de março de 2015 | download digital Streaming | Cajá Pimba | Padrão      |
| Nova Zelândia  | 23 de março de 2015 | download digital Streaming | Cajá Pimba | Padrão      |
| França         | 23 de março de 2015 | download digital Streaming | Cajá Pimba | Padrão      |
| Austrália      | 23 de março de 2015 | download digital Streaming | Cajá Pimba | Padrão      |
| Suécia         | 23 de março de 2015 | download digital Streaming | Cajá Pimba | Padrão      |
| Espanha        | 23 de março de 2015 | download digital Streaming | Cajá Pimba | Padrão      |
| Argentina      | 23 de março de 2015 | download digital Streaming | Cajá Pimba | Padrão      |
| México         | 23 de março de 2015 | download digital Streaming | Cajá Pimba | Padrão      |
| Canadá         | 23 de março de 2015 | download digital Streaming | Cajá Pimba | Padrão      |
| Brasil         | 24 de março de 2015 | CD                         | Cajá Pimba | Padrão      |